# Joseph Harris (aviron)
Pour les articles homonymes, voir Joseph Harris et Harris.
Joseph Harris, né le 2 octobre 1912 à Hamilton (Ontario) et mort le 15 janvier 1974, est un rameur d'aviron canadien.

## Palmarès

### Jeux olympiques
- Los Angeles 1932
  -  Médaille de bronze en huit[2].